# Иван Кочев (футболист)
Вижте пояснителната страница за други личности с името Иван Кочев.
Иван Кочев е бивш български футболист, защитник. Играл е за Марица (1979-1984), Ботев (Пловдив) (1984-1994), Спартак (Пловдив) (1994-1997), Хасково (1997-1999) и Сокол (Марково) (1999-2002). Има 281 мача и 12 гола в А група (225 мача с 8 гола за Ботев и 56 мача с 4 гола за Спартак Пд). С отбора на Ботев е вицешампион през 1986, бронзов медалист през 1985, 1987, 1988, 1993 и 1994, финалист за Купата на Съветската армия през 1990 и финалист за Купата на България през 1991 и 1993 г. Има 13 мача за А националния отбор. За Ботев има 18 мача в евротурнирите (2 за КЕШ, 4 за КНК и 12 за купата на УЕФА). От 2021 г. е помощник треньор на Николай Киров в ЦСКА 1948.